# 류택현
류택현(柳澤鉉, 1971년 10월 23일 ~ )은 전 KBO 리그 LG 트윈스의 투수이자, 현 KBO 리그 SSG 랜더스의 2군 투수코치이다.

## 선수 시절

### OB 베어스시절
1994년 1차 지명을 받아 입단했으나, 방위 복무 후 별 활약을 보여주지 못하고 1999년에 외야수 김상호와 함께 현금 1억 원에 LG 트윈스로 트레이드됐다.

### LG 트윈스시절
선발 투수로는 OB 베어스에 입단한 초기에만 등판하고 주로 중간 계투 혹은 원포인트 릴리프로 등판할 때 더 좋은 모습을 보여줬다. LG 이적 후 데뷔 첫 승을 기록했고, 2000년부터 홀드를 기록했다. 2001년 김성근이 감독 대행으로 부임한 후 투구에 눈을 뜨기 시작한 그는 이듬해인 2002년에 데뷔 첫 두 자릿수 홀드를 기록했다. 그는 2002년을 '야구가 무엇인지 알게 된' 시기라고 회고했다. 2007년에는 23홀드를 기록하며 홀드왕 타이틀을 차지했다. 화려한 플레이보다는 꾸준한 플레이를 추구했다. 2009년 7월 5일 친정 팀 두산 베어스와의 경기에서 KBO 리그 사상 첫 통산 세 자릿수 홀드를 달성했다. 박종훈이 감독으로 부임 후 감독과 마찰을 빚어 2군행이 잦았다가 시즌 막판에 토미 존 수술을 받아 별다른 기록 없이 시즌을 마감했다. 수술 후 퇴단을 선언했고, 구단에서 재활을 도와줬다. 2011년 12월에 홀로 재활을 시작한 지 1년 3개월 만에 플레잉 코치로 복귀했다. 2012년 4월 13일 KIA 타이거즈전에 등판하며 조웅천의 최다 등판 경기 수를 경신했다. 플레잉 코치 복귀 이후 갈비뼈 부상으로 잠시 1군에서 이탈했으나 다시 돌아와 중간 계투진을 이끌었다. 이종범이 은퇴하며 최향남, 최동수와 더불어 KBO 리그 최고령 선수로 활동했다. 철저하게 자기 관리를 하는 것으로 잘 알려졌다. 2013년 7월 16일 롯데 자이언츠전에서 정우람의 통산 최다 홀드 기록을 경신했다.

## 야구선수 은퇴 후
2014년 11월 29일 LG 트윈스의 보류 명단에서 제외된 후 은퇴를 선언하고, 2015년에 2군 투수코치로 선임됐다.
2016년 시즌 후 LG 트윈스와 재계약에 실패했고, kt 위즈로 이적했다.

## 에피소드
- 1995년에 방위 복무를 했을 때 낫으로 제초 작업을 하면서 팔의 근력을 키웠다.[10]
- 박재홍, 양준혁과 더불어 KBO 리그의 대표적인 미혼 선수였으나, 2015년에 결혼했다.[11]

## 출신 학교
- 서울도곡초등학교
- 서울 신일중학교
- 휘문고등학교
- 동국대학교

## 주요 기록
- 진한 바탕은 KBO 리그 최초 기록임

| 기록         | 소속 | 날짜        | 구장 | 상대팀 | 상대 타자 | 경기 결과 | 경기수 | 달성 당시 나이  | 기타       | 각주 |
| ------------ | ---- | ----------- | ---- | ------ | --------- | --------- | ------ | --------------- | ---------- | ---- |
| 500경기 출장 | LG   | 2004. 5. 19 | 대전 | 한화   |           |           |        | 34세 7개월 18일 | 역대 9번째 |      |
| 100홀드      | LG   | 2009. 7. 5  | 잠실 | 두산   |           |           | 777    | 37세 8개월 13일 |            |      |
| 900경기 출장 | LG   | 2014. 3. 29 | 잠실 | 두산   | 정수빈    |           | 900    | 42세 5개월 6일  | 역대 1번째 |      |

## 통산 기록
| 연도 | 소속   | 방어율 | 경기 | 승 | 패 | 세이브 | 홀드 | 이닝    | 피안타 | 피홈런 | 4구 | 사구 | 탈삼진 | 실점 | 자책점 | 비고                         |
| ---- | ------ | ------ | ---- | -- | -- | ------ | ---- | ------- | ------ | ------ | --- | ---- | ------ | ---- | ------ | ---------------------------- |
| 1994 | OB     | 3.76   | 13   | 0  | 1  | 0      | 0    | 26 1/3  | 26     | 2      | 13  | 1    | 24     | 11   | 11     |                              |
| 1995 | OB     | 11.80  | 8    | 0  | 0  | 0      | 0    | 3 1/3   | 3      | 0      | 4   | 0    | 2      | 4    | 4      | 방위 복무                    |
| 1996 | OB     | 2.57   | 47   | 0  | 1  | 1      | 0    | 35      | 32     | 1      | 21  | 2    | 28     | 11   | 10     |                              |
| 1997 | OB     | 3.38   | 48   | 0  | 2  | 0      | 0    | 40      | 35     | 1      | 24  | 0    | 36     | 18   | 15     |                              |
| 1998 | OB     | 7.26   | 49   | 0  | 2  | 1      | 0    | 31      | 38     | 6      | 21  | 2    | 20     | 27   | 25     |                              |
| 1999 | LG     | 5.19   | 33   | 1  | 0  | 0      | 0    | 43 1/3  | 45     | 8      | 17  | 2    | 38     | 27   | 25     |                              |
| 2000 | LG     | 6.49   | 38   | 3  | 2  | 0      | 1    | 43      | 46     | 6      | 11  | 3    | 42     | 31   | 31     |                              |
| 2001 | LG     | 7.46   | 45   | 3  | 2  | 1      | 6    | 35      | 38     | 8      | 23  | 5    | 34     | 29   | 29     |                              |
| 2002 | LG     | 4.11   | 77   | 0  | 2  | 0      | 13   | 46      | 40     | 9      | 14  | 1    | 46     | 25   | 21     | 홀드 2위                     |
| 2003 | LG     | 3.11   | 75   | 1  | 2  | 0      | 12   | 37 2/3  | 33     | 6      | 19  | 4    | 44     | 14   | 13     |                              |
| 2004 | LG     | 3.38   | 85   | 0  | 3  | 1      | 17   | 50 2/3  | 49     | 2      | 22  | 2    | 53     | 22   | 19     | 경기수 1위                   |
| 2005 | LG     | 3.63   | 69   | 0  | 5  | 0      | 13   | 52      | 51     | 3      | 16  | 5    | 41     | 25   | 21     |                              |
| 2006 | LG     | 5.19   | 16   | 0  | 1  | 1      | 4    | 8 2/3   | 11     | 0      | 4   | 0    | 8      | 5    | 5      |                              |
| 2007 | LG     | 2.70   | 81   | 0  | 3  | 0      | 23   | 40      | 37     | 1      | 22  | 0    | 36     | 13   | 12     | 경기수 1위, 홀드 1위         |
| 2008 | LG     | 11.05  | 38   | 0  | 1  | 0      | 2    | 14 2/3  | 27     | 1      | 9   | 1    | 10     | 18   | 18     |                              |
| 2009 | LG     | 2.96   | 73   | 4  | 1  | 1      | 12   | 48 2/3  | 38     | 2      | 14  | 3    | 33     | 16   | 16     | 경기수 1위                   |
| 2010 | LG     | 7.71   | 16   | 0  | 0  | 0      | 0    | 4 2/3   | 10     | 0      | 4   | 1    | 3      | 6    | 4      |                              |
| 2012 | LG     | 3.33   | 30   | 3  | 1  | 0      | 3    | 24 1/3  | 20     | 2      | 8   | 1    | 15     | 9    | 9      |                              |
| 2013 | LG     | 3.07   | 58   | 0  | 0  | 0      | 16   | 29 1/3  | 31     | 2      | 7   | 2    | 23     | 10   | 10     |                              |
| 2014 | LG     | 27.00  | 2    | 0  | 0  | 0      | 0    | 1       | 3      | 2      | 0   | 1    | 0      | 3    | 3      |                              |
| 통산 | 20시즌 | 4.41   | 901  | 15 | 29 | 6      | 122  | 614 2/3 | 613    | 62     | 273 | 36   | 536    | 324  | 301    | 통산홀드, 통산경기출장수 1위 |

- 시즌 중 굵은 글씨는 시즌 최고 기록, 붉은 글씨는 한국 프로야구 통산 최고 성적